# Jacques R. Villa
Jacques Étienne Jean Villa dit Jacques R. Villa, né le 25 juillet 1927 à Tarbes et mort le 10 février 2002 à Bordeaux, est un réalisateur français.

## Biographie
Jacques R. Villa a réalisé son unique long métrage en 1959 : le film, inquiété par la censure, a dû attendre plusieurs années avant d'être distribué.

## Filmographie
- 1962 : Les Petits Chats
- 1958 : La P... sentimentale, de Jean Gourguet (assistant réalisateur)